# Tacco d'Hispaniola
Coccyzus longirostris
Espèce
Statut de conservation UICN

 LC  : Préoccupation mineure
Synonymes
- Saurothera longirostris

Le Tacco dʼHispaniola (Coccyzus longirostris) est une espèce d'oiseaux de la famille des Cuculidae, endémique de l'île d'Hispaniola (Haïti et République dominicaine).
Jusqu'en 2006, il était classé dans le genre Saurothera qui a été supprimé par l'AOU et dont les 4 espèces ont été intégrées au genre Coccyzus.

## Liste des sous-espèces
D'après Alan P. Peterson, cette espèce est constituée des deux sous-espèces suivantes :
- Coccyzus longirostris longirostris (Hermann, 1783)
- Coccyzus longirostris petersi (Richmond & Swales, 1924)